# نيكولاس بارنز
نيكولاس بارنز (بالإنجليزية: Nicholas Barnes)‏ هو روائي وممثل بريطاني، ولد في 4 ديسمبر 1967 في المملكة المتحدة.

## وصلات خارجية
- نيكولاس بارنز على موقع IMDb (الإنجليزية)
- نيكولاس بارنز على موقع ميوزك برينز (الإنجليزية)
- نيكولاس بارنز على موقع أول موفي (الإنجليزية)
- نيكولاس بارنز على موقع قاعدة بيانات برودواي على الإنترنت (الإنجليزية)
- نيكولاس بارنز على موقع قاعدة بيانات الأفلام السويدية (السويدية)
- نيكولاس بارنز على موقع قاعدة بيانات الفيلم (الإنجليزية)
- نيكولاس بارنز على موقع كينوبويسك (الروسية)